# تيار الاحتمال
في ميكانيكا الكم، تيار الاحتمال (يسمى أحيانًا تدفق الاحتمال) هو كمية رياضية تصف تدفق الاحتمال. و بالتحديد، إذا فكر المرء في الاحتمال باعتباره مائعاً غير متجانس، فإن تيار الاحتمال هو معدل انسياب هذا المائع. إنه متجه حقيقي يتغير مع المكان والزمان. تشبه التيارات الاحتمالية تيارات الكتلة في ديناميكا الموائع والتيارات الكهربائية في الكهرومغناطيسية. وكما هو الحال في تلك المجالات، فإن التيار الاحتمالي (أي كثافة التيار الاحتمالي) يرتبط بدالة الكثافة الاحتمالية عبر معادلة الاستمرارية. تيار الاحتمال لامتغاير بموجب التحويل المقياسي. يُستخدم مفهوم التيار الاحتمالي أيضاً خارج ميكانيكا الكم، عند التعامل مع دوال الكثافة الاحتمالية التي تتغير بمرور الزمن، على سبيل المثال في الحركة البراونية ومعادلة فوكر-بلانك.

## تعريف (التيار غير النسبي ثلاثي البعد)

### الجسيم اللامغزلي (ذي غزل =0)
في ميكانيكا الكم غير النسبية، يعرف تيار الاحتمال j للدالة الموجية Ψ لجسيم كتلته m في بعد واحد على أنه
{\textstyle j={\frac {\hbar }{2mi}}\left(\Psi ^{*}{\frac {\partial \Psi }{\partial x}}-\Psi {\frac {\partial \Psi ^{*}}{\partial x}}\right)={\frac {\hbar }{m}}\Re \left\{\Psi ^{*}{\frac {1}{i}}{\frac {\partial \Psi }{\partial x}}\right\}={\frac {\hbar }{m}}\Im \left\{\Psi ^{*}{\frac {\partial \Psi }{\partial x}}\right\},}
حيث أن
- {\displaystyle \hbar } هو ثابت بلانك المختزل؛
- {\displaystyle \Psi ^{*}} يدل على المرافق المعقد للدالة الموجية؛
- {\displaystyle \Re } يدل على الجزء الحقيقي؛
- {\displaystyle \Im } يدل على الجزء التخيلي.

لاحظ أن تيار الاحتمال يتناسب مع الرونسكية{\textstyle .W(\Psi ,\Psi ^{*})}
في الأبعاد الثلاثة، يُعمم هذا الى {\displaystyle \mathbf {j} ={\frac {\hbar }{2mi}}\left(\Psi ^{*}\mathbf {\nabla } \Psi -\Psi \mathbf {\nabla } \Psi ^{*}\right)={\frac {\hbar }{m}}\Re \left\{\Psi ^{*}{\frac {\nabla }{i}}\Psi \right\}={\frac {\hbar }{m}}\Im \left\{\Psi ^{*}\nabla \Psi \right\}\,,} حيث {\displaystyle \nabla } يدل على مؤثر دل أو مؤثر التدرج. ويمكن تبسيط ذلك باستخدام مؤثر الزخم الحركي، {\displaystyle \mathbf {\hat {p}} =-i\hbar \nabla } لنحصل على {\displaystyle \mathbf {j} ={\frac {1}{2m}}\left(\Psi ^{*}\mathbf {\hat {p}} \Psi -\Psi \mathbf {\hat {p}} \Psi ^{*}\right)\,.}تستخدم هذه التعريفات أساس الموضع (أي للدالة الموجية في فضاء الموضع)، لكنها ممكنة الاستخدام أيضاً في فضاء الزخم .

### جسيم لامغزلي في مجال كهرومغناطيسي
المقالات الرئيسة: حقل كهرطيسي، زخم الحركة
ينبغي تعديل التعريف أعلاه لنظام في مجال كهرومغناطيسي خارجي. في وحدات النظام الدولي (SI)، يتضمن الجسيم المشحون ذو الكتلة m والشحنة الكهربائية q حداً بسبب التفاعل مع المجال الكهرومغناطيسي؛  {\displaystyle \mathbf {j} ={\frac {1}{2m}}\left[\left(\Psi ^{*}\mathbf {\hat {p}} \Psi -\Psi \mathbf {\hat {p}} \Psi ^{*}\right)-2q\mathbf {A} |\Psi |^{2}\right]} حيث A = A(r, t) هو الجهد المتجه المغناطيسي. الحد qA له أبعاد الزخم. لاحظ أن {\textstyle \mathbf {\hat {p}} =-i\hbar \nabla } المستخدم هنا هو الزخم المقنَّن وهو ليس مقياساً صامداً، على عكس مؤثر الزخم الحركي {\displaystyle \mathbf {\hat {P}} =-i\hbar \nabla -q\mathbf {A} }.
بالوحدات الغاوسية: {\displaystyle \mathbf {j} ={\frac {1}{2m}}\left[\left(\Psi ^{*}\mathbf {\hat {p}} \Psi -\Psi \mathbf {\hat {p}} \Psi ^{*}\right)-2{\frac {q}{c}}\mathbf {A} |\Psi |^{2}\right]} حيث c هي سرعة الضوء.

### جسيم ذي غزل-sفي مجال كهرومغناطيسي
إذا كان للجسيم غزل، فله عزم مغناطيسي مناظر، لذلك يجب إضافة حد إضافي يتضمن تفاعل الغزل مع المجال الكهرومغناطيسي.
وفقا لمقرر لانداو-ليفشيتز للفيزياء النظرية، فإن كثافة التيار الكهربائي بوحدات غاوس هي: {\displaystyle \mathbf {j} _{e}={\frac {q}{2m}}\left[\left(\Psi ^{*}\mathbf {\hat {p}} \Psi -\Psi \mathbf {\hat {p}} \Psi ^{*}\right)-{\frac {2q}{c}}\mathbf {A} |\Psi |^{2}\right]+{\frac {\mu _{S}c}{s\hbar }}\nabla \times (\Psi ^{*}\mathbf {S} \Psi )}وفي الوحدات الدولية: {\displaystyle \mathbf {j} _{e}={\frac {q}{2m}}\left[\left(\Psi ^{*}\mathbf {\hat {p}} \Psi -\Psi \mathbf {\hat {p}} \Psi ^{*}\right)-2q\mathbf {A} |\Psi |^{2}\right]+{\frac {\mu _{S}}{s\hbar }}\nabla \times (\Psi ^{*}\mathbf {S} \Psi )}
ومن ثم تكون كثافة تيار الاحتمال بالوحدات الدولية: {\displaystyle \mathbf {j} =\mathbf {j} _{e}/q={\frac {1}{2m}}\left[\left(\Psi ^{*}\mathbf {\hat {p}} \Psi -\Psi \mathbf {\hat {p}} \Psi ^{*}\right)-2q\mathbf {A} |\Psi |^{2}\right]+{\frac {\mu _{S}}{qs\hbar }}\nabla \times (\Psi ^{*}\mathbf {S} \Psi )}حيث S هو متجه الغزل للجسيم ذي عزم مغناطيسي مغزلي مناظر μS وعدد كم مغزلي s.
من المشكوك فيه أن تكون هذه الصيغة صالحة للجسيمات ذات البنية الداخلية.  النيوترون لديه شحنة صفرية ولكن عزمه المغناطيسي غير صفري، لذلك فإن {\displaystyle {\frac {\mu _{S}}{qs\hbar }}} سيكون مستحيلًا (باستثناء {\displaystyle \nabla \times (\Psi ^{*}\mathbf {S} \Psi )} سيكون أيضًا صفرًا في هذه الحالة). بالنسبة للجسيمات المركبة ذات الشحنة غير الصفرية - مثل البروتون الذي له عدد كمي مغزلي s=1/2 و(μS =2.7927μN) أو الديوترون (نواة H-2) الذي له s=1 و (μS =0.8574μN) – فهو ممكن رياضياً ولكنه مشكوك فيه.

## الاتصال مع الميكانيكا الكلاسيكية
يمكن أيضًا كتابة الدالة الموجية بالشكل الأسي المعقد (القطبي): {\displaystyle \Psi =Re^{iS/\hbar }} حيث R, S هي دوال حقيقية لـ r و t.
وبكتابتها بهذه الطريقة، تكون كثافة الاحتمال {\displaystyle \rho =\Psi ^{*}\Psi =R^{2}} وتيار الاحتمال هو: {\displaystyle {\begin{aligned}\mathbf {j} &={\frac {\hbar }{2mi}}\left(\Psi ^{*}\mathbf {\nabla } \Psi -\Psi \mathbf {\nabla } \Psi ^{*}\right)\\[5pt]&={\frac {\hbar }{2mi}}\left(Re^{-iS/\hbar }\mathbf {\nabla } Re^{iS/\hbar }-Re^{iS/\hbar }\mathbf {\nabla } Re^{-iS/\hbar }\right)\\[5pt]&={\frac {\hbar }{2mi}}\left[Re^{-iS/\hbar }\left(e^{iS/\hbar }\mathbf {\nabla } R+{\frac {i}{\hbar }}Re^{iS/\hbar }\mathbf {\nabla } S\right)-Re^{iS/\hbar }\left(e^{-iS/\hbar }\mathbf {\nabla } R-{\frac {i}{\hbar }}Re^{-iS/\hbar }\mathbf {\nabla } S\right)\right].\end{aligned}}}حيث تُلغى الحدود الأسية و R∇R: {\displaystyle \mathbf {j} ={\frac {\hbar }{2mi}}\left[{\frac {i}{\hbar }}R^{2}\mathbf {\nabla } S+{\frac {i}{\hbar }}R^{2}\mathbf {\nabla } S\right].}وأخيرًا، بتجميع الثوابت وإلغائها، واستبدال R2 بـ ρ ، {\displaystyle \mathbf {j} =\rho {\frac {\mathbf {\nabla } S}{m}}.} ولذلك، يقال إن الاختلاف الحيزي لطور الدالة الموجية يميز التدفق الاحتمالي للدالة الموجية. إذا أخذنا الصيغة المألوفة لتدفق الكتلة في ديناميكا الموائع: {\displaystyle \mathbf {j} =\rho \mathbf {v} ,}حيث {\displaystyle \rho } هي كثافة كتلة المائع و v هي سرعته (أيضًا سرعة المجموعة للموجة). وعند الاقتراب من الحد الكلاسيكي، يمكننا ربط السرعة بـ {\displaystyle {\tfrac {\nabla S}{m}},} وهو ما يماثل مساواة ∇S مع الزخم الكلاسيكي p = mv ومع ذلك، فهي لا تمثل سرعة فيزيائية أو زخم عند نقطة ما لأن القياس المتزامن للموضع والسرعة ينتهك مبدأ عدم اليقين. يتناسب هذا التفسير مع نظرية هاملتون-جاكوبي، التي يعطى فيها الزخم في الإحداثيات الديكارتية بالصيغة:{\displaystyle \mathbf {p} =\nabla S} حيث S هي دالة هاميلتون الرئيسية.
نظرية دي برولي-بوم تساوي السرعة مع {\displaystyle {\tfrac {\nabla S}{m}}} بشكل عام (ليس فقط في الحد الكلاسيكي) لذلك فهو معرف جيدًا دائمًا. إنه تفسير لميكانيكا الكم.

## الحافز

### معادلة الاستمرارية لميكانيكا الكم
يمكن استخدام تعريف تيار الاحتمال ومعادلة شرودنغر لاشتقاق معادلة الاستمرارية، والتي لها نفس الشكل تمامًا مثل تلك الخاصة بديناميكا الموائع والكهرومغناطيسية.
بالنسبة لدالة موجية Ψ، لتكن:{\displaystyle \rho (\mathbf {r} ,t)=|\Psi |^{2}=\Psi ^{*}(\mathbf {r} ,t)\Psi (\mathbf {r} ,t).} هي كثافة الاحتمال (الاحتمال لكل وحدة حجم، * يدل على المرافق المعقد). وبالتالي،
{\displaystyle {\begin{aligned}{\frac {d}{dt}}\int _{\mathcal {V}}dV\,\rho &=\int _{\mathcal {V}}dV\,(\psi '^{*}\psi +\psi ^{*}\psi ')\\&=\int _{\mathcal {V}}dV\,\left(-{\frac {i}{\hbar }}\left(-{\frac {\hbar ^{2}}{2m}}\nabla ^{2}\psi +V\psi \right)\psi ^{*}+{\frac {i}{\hbar }}\left(-{\frac {\hbar ^{2}}{2m}}\nabla ^{2}\psi ^{*}+V\psi ^{*}\right)\psi \right)\\&=\int _{\mathcal {V}}dV\,{\frac {i\hbar }{2m}}(\nabla ^{2}\psi \psi ^{*}-\psi \nabla ^{2}\psi ^{*})\\&=\int _{\mathcal {V}}dV\,\nabla \cdot \left({\frac {i\hbar }{2m}}(\psi ^{*}\nabla \psi -\psi \nabla \psi ^{*})\right)\\&=\int _{\mathcal {S}}d\mathbf {a} \cdot \left({\frac {i\hbar }{2m}}(\psi ^{*}\nabla \psi -\psi \nabla \psi ^{*})\right)\\\end{aligned}}}
حيث V هو أي حجم و S هي حدود V.
هذا هو قانون حفظ الاحتمال في ميكانيكا الكم. يُحدد النموذج التكاملي على النحو التالي:{\displaystyle \int _{V}\left({\frac {\partial |\Psi |^{2}}{\partial t}}\right)\mathrm {d} V+\int _{V}\left(\mathbf {\nabla } \cdot \mathbf {j} \right)\mathrm {d} V=0} حيث أن {\displaystyle \mathbf {j} ={\frac {1}{2m}}\left(\Psi ^{*}{\hat {\mathbf {p} }}\Psi -\Psi {\hat {\mathbf {p} }}\Psi ^{*}\right)=-{\frac {i\hbar }{2m}}(\psi ^{*}\nabla \psi -\psi \nabla \psi ^{*})={\frac {\hbar }{m}}\operatorname {Im} (\psi ^{*}\nabla \psi )} هو تيار الاحتمال أو التدفق الاحتمالي (انسياب لكل وحدة مساحة).
هنا، تعطي مساواة الحدود داخل التكامل معادلة الاستمرارية للاحتمال: {\displaystyle {\frac {\partial }{\partial t}}\rho \left(\mathbf {r} ,t\right)+\nabla \cdot \mathbf {j} =0,} ويمكن أيضًا إعادة صياغة المعادلة التكاملية باستخدام نظرية التباعد على النحو التالي:
.{\displaystyle \mathbf {j} \cdot \mathrm {d} \mathbf {S} =0}{\displaystyle \scriptstyle S}{\displaystyle {\frac {\partial }{\partial t}}\int _{V}|\Psi |^{2}\mathrm {d} V+}
على وجه الخصوص، إذا كانت Ψ دالة موجية تصف جسيمًا واحدًا، فإن التكامل في الحد الأول من المعادلة السابقة، بدون مشتق زمني، هو احتمال الحصول على قيمة داخل V عندما يُقاس موضع الجسيم. الحد الثاني هو المعدل الذي يتدفق به الاحتمال من الحجم V. بشكل عام، تنص المعادلة على أن المشتق الزمني لاحتمالية الجسيم الذي يُقاس بـ V يساوي المعدل الذي يتدفق به الاحتمال إلى V.
بجعل حد التكامل الحجمي يشمل جميع مناطق الفضاء، فإن الدالة الموجية جيدة التصرف التي تصل إلى الصفر عند اللانهاية في حد التكامل السطحي تشير إلى أن المشتق الزمني للاحتمال الكلي هو صفر، أي أن شرط المعايرةمتحقق. تتفق هذه النتيجة مع الطبيعة الواحدية لمؤثرات التطور الزمني التي تحافظ على طول المتجه حسب التعريف.

### النفاذ والانعكاس خلال الجهود
المقالات الرئيسة: معامل النفاذ، معامل الانعكاس
في المناطق التي يحدث فيها جُهد عتبة أو حاجز جُهد، يرتبط تيار الاحتمال بمعاملات النفاذ والانعكاس، على التوالي T و R؛ فهي تقيس مدى انعكاس الجزيئات عن حاجز الجهد أو نفاذها من خلاله. وكلاهما يحقق: {\displaystyle T+R=1\,,} حيث يمكن تعريف T و R بواسطة: {\displaystyle T={\frac {|\mathbf {j} _{\mathrm {trans} }|}{|\mathbf {j} _{\mathrm {inc} }|}}\,,\quad R={\frac {|\mathbf {j} _{\mathrm {ref} }|}{|\mathbf {j} _{\mathrm {inc} }|}}\,,} حيث jtrans , jref , jinc هي تيارات الاحتمال الساقطة والمنعكسة والنافذة على التوالي، وتشير الأشرطة الرأسية إلى مقادير متجهات التيار. يمكن الحصول على العلاقة بين T و R من حفظ الاحتمال: {\displaystyle \mathbf {j} _{\mathrm {trans} }+\mathbf {j} _{\mathrm {ref} }=\mathbf {j} _{\mathrm {inc} }\,.}
باستخدام متجه الوحدة n العمودي على الحاجز، كلا التعبيرين التاليين متكافئين: {\displaystyle T=\left|{\frac {\mathbf {j} _{\mathrm {trans} }\cdot \mathbf {n} }{\mathbf {j} _{\mathrm {inc} }\cdot \mathbf {n} }}\right|\,,\qquad R=\left|{\frac {\mathbf {j} _{\mathrm {ref} }\cdot \mathbf {n} }{\mathbf {j} _{\mathrm {inc} }\cdot \mathbf {n} }}\right|\,,} حيث تكون القيم المطلقة مطلوبة لمنع T و R من أن تكون سالبة.

## أمثلة

### موجة مستوية
المقالة الرئيسة: الموجة المستوية
لموجة مستوية تنتشر في الفضاء: {\displaystyle \Psi (\mathbf {r} ,t)=\,Ae^{i(\mathbf {k} \cdot {\mathbf {r} }-\omega t)}} كثافة الاحتمالية ثابتة في كل مكان؛ {\displaystyle \rho (\mathbf {r} ,t)=|A|^{2}\rightarrow {\frac {\partial |\Psi |^{2}}{\partial t}}=0} (أي أن الموجات المستوية هي حالات مستقرة ) ولكن تيار الاحتمال ليس صفرياً - مربع السعة المطلقة للموجة مضروبًا في سرعة الجسيم ينتج: {\displaystyle \mathbf {j} \left(\mathbf {r} ,t\right)=\left|A\right|^{2}{\hbar \mathbf {k}  \over m}=\rho {\frac {\mathbf {p} }{m}}=\rho \mathbf {v} }موضحاً أن الجسيم قد يكون في حالة حركة حتى لو لم يكن لكثافة احتماله الحيزية أي اعتماد واضح على الزمن.

### جسيم في صندوق
لجسيم في صندوق ، في بعد حيزي واحد وطول L ، محصور في المنطقة {\displaystyle 0<x<L} ، الطاقة الذاتية هي {\displaystyle \Psi _{n}={\sqrt {\frac {2}{L}}}\sin \left({\frac {n\pi }{L}}x\right)} وصفراً فيما عداه. التيارات الاحتمالية المرتبطة به هي: {\displaystyle j_{n}={\frac {i\hbar }{2m}}\left(\Psi _{n}^{*}{\frac {\partial \Psi _{n}}{\partial x}}-\Psi _{n}{\frac {\partial \Psi _{n}^{*}}{\partial x}}\right)=0} لأن{\displaystyle \Psi _{n}=\Psi _{n}^{*}}

## التعريف المتقطع
لجسيم في بعد واحد على {\displaystyle \ell ^{2}(\mathbb {Z} ),} لدينا الهاملتوني {\displaystyle H=-\Delta +V} حيث {\displaystyle -\Delta \equiv 2I-S-S^{\ast }} هو مؤثر لابلاس المنفصل، مع كون S هو مؤثر الإزاحة نحو اليمين {\displaystyle \ell ^{2}(\mathbb {Z} ).} ثم يُعرف تيار الاحتمال على أنه {\displaystyle j\equiv 2\Im \left\{{\bar {\Psi }}iv\Psi \right\},} و v هو مؤثر السرعة، ويساوي {\displaystyle v\equiv -i[X,\,H]} و X هو مؤثر الموضع {\displaystyle \ell ^{2}\left(\mathbb {Z} \right).} نظرًا لأن V عادةً ما يكون مؤثر الضرب على {\displaystyle \ell ^{2}(\mathbb {Z} ),} نصل إلى الكتابة بأمان: {\displaystyle -i[X,\,H]=-i[X,\,-\Delta ]=-i\left[X,\,-S-S^{\ast }\right]=iS-iS^{\ast }.}ونتيجة لذلك نجد: {\displaystyle {\begin{aligned}j\left(x\right)\equiv 2\Im \left\{{\bar {\Psi }}(x)iv\Psi (x)\right\}&=2\Im \left\{{\bar {\Psi }}(x)\left((-S\Psi )(x)+\left(S^{\ast }\Psi \right)(x)\right)\right\}\\&=2\Im \left\{{\bar {\Psi }}(x)\left(-\Psi (x-1)+\Psi (x+1)\right)\right\}\end{aligned}}}

## قراءة اضافية
- Resnick، R.؛ Eisberg، R. (1985). Quantum Physics of Atoms, Molecules, Solids, Nuclei and Particles (ط. 2nd). John Wiley & Sons. ISBN:0-471-87373-X.